# Стратовариус
„Стратовариус“ (на английски: Stratovarius) e финландска пауър метъл група.
Наред с „Хелоуин“ и Blind Guardian „Стратовариус“ e групата, спомогнала най-много за развитието на пауър метъла като стил. Характерно за музиката ѝ е използването на кийборд. Освен това групата е повлияна от класическата музика. Затова говори и самото име, смесица от „Страдивариус“ и „Стратокастър“ (марка китари).

## История
Групата е основана през 1982 г. в Хелзинки под името Black water. Скоро след това се присъединява китаристът Тимо Толки и името е сменено на „Стратовариус“. Групата издава първия си албум, озаглавен Fright night, през 1989 г. Следват албумите Twilight time (1992) и Dreamspace (1994) (присъединявя се басистът Яри Кайнулайнен). След него Толки обявява, че спира да пее за бандата. При избора си за нов вокалист групата се спира на Тимо Котипелто. Следва албумът Fourth dimension (1995). Заради промените в стила на групата напускат барбанистът Туомо Ласила и кийбордистът Анти Иконен. Те са заменени от Йенс Йохансон и Йорг Михаел. С тях групата записва Episode (1996), Visions (1997), Destiny (1998) и Infinite (2000). През 2003 г. „Стратовариус“ започва може би най-епичния си проект – два албума, наречени Elements. Elements, Pt.1 излиза в началото на 2003 г. и е последван от световно турне. Вторият албум излиза в края на годината и носи името Elements Pt.2. Въпреки успеха на групата през 2004 г. напускат Тимо Котипелто и Йорг Михаел. И двамата се завръщат в състава през 2005. Котипелто обаче продържава да развива соловия си проект. Няколко месеца след завръщането им напуска Яри Кайнулайнен, който е заместен от Лаури Порра. През септември 2005 г. „Стратовариус“ издава едноименен албум. При последвалото го турне групата свири в Европа, Северна и Южна Америка и Япония. Новият албум с работно заглавие R….R…. се очаква да излезе през 2008, но групата се разпада през април същата година. Като причина за разрива китаристът Тимо Толки посочва напрежението между членовете на групата, особено между Котипелто и Йорг, и нездравословната за музика атмосфера в нея.

## Състав

### Настоящи членове
- Тимо Котипелто – вокали
- Матиас Купиайнен – китара
- Йенс Юхансон – Синтезатор, кийборд, пиано
- Ролф Пилве – барабани
- Лаури Порра – бас Китара

### Бивши членове
- Тимо Толки – китара (1982 – 2008)
- Яри Кайнулайнен – бас китара (1993 – 2005)
- Йон Вихервя – бас китара (1982 – 1984)
- Юрки Лентонен – бас китара (1985 – 1990)
- Анти Иконен – кийборд (1987 – 1996)
- Туомо Ласила – барабани (1982 – 1995)
- Сами Куопамяки – барабани (1994)
- Стафан Стролман – китара (1982 – 1985)
- Андерш Юхансон – барабани (2004)
- Катрина "Miss K" Вииала – вокали (2004)

## Дискография
- Fright Night (1989)
- Twillight Time (1992)
- Dreamspace (1994)
- Fourth Dimension (1995)
- Episode (1996)
- Visions (1997)
- Destiny (1998)
- Infinite (2000)
- Elements Pt.1 (2003)
- Elements Pt.2 (2003)
- Stratovarius (2005)
- Polaris (2009)
- Elysium (2011)
- Nemesis (2013)
- Eternal (2015)
- Survive (2022)